# Stazione di Tocco-Castiglione
Stazione di Tocco-Castiglione vasútállomás Olaszországban, Tocco da Casauria településen.

## Vasútvonalak
Az állomást az alábbi vasútvonalak érintik:
- Róma–Sulmona–Pescara-vasútvonal

## Kapcsolódó állomások
A vasútállomáshoz az alábbi állomások vannak a legközelebb:
- Stazione di Torre dei Passeri
- Stazione di Bussi